# Joschua Neuenschwander
Joschua Neuenschwander (* 28. Juni 2000 in Riggisberg) ist ein Schweizer Fussballspieler, der zuletzt beim FC Aarau in der Challenge League spielte. Seit Juli 2023 ist er vereinslos auf der Torhüterposition.

## Karriere

### Verein
Neuenschwander begann seine fussballerische Ausbildung beim FC Sternenberg in Köniz, nahe seiner Heimat Riggisberg. Dort spielte er bis 2011 und wechselte anschliessend zum BSC Young Boys. Für dessen Jugendmannschaften absolvierte Neuenschwander bis 2018 insgesamt 36 Spiele, darunter auch sechs mit dem U19-Team in der UEFA Youth League. In der Saison 2018/19 spielte er für die U21-Mannschaft weitere 8 Partien, ehe er für die Folgesaison an den FC Köniz geliehen wurde und dort in insgesamt 22 Spielen zum Einsatz kam. Im September 2020 kehrte er zum BSC Young Boys zurück und debütierte am letzten Spieltag der Ligasaison gegen den FC Lausanne-Sport in seinem ersten Profispiel.
Zur Saison 2021/22 wechselte Neuenschwander dann zum SC Kriens in der Challenge League, wo er 21 der möglichen 38 Spiele bestritt.
In der nächsten Saison wechselte er erneut, diesmal zum FC Aarau.

### Nationalmannschaft
Joschua Neuenschwander absolvierte für die U15-, U16-, U17-, U18- und U19-Mannschaft seines Landes insgesamt 16 Freundschaftsspiele sowie vier Partien im Rahmen der Qualifikation zur U-19-Fußball-Europameisterschaft 2019.

## Erfolge
BSC Young Boys
- Schweizer Meister: 2021